# Antonov An-24
Antonov An-24 (ukrajinsko Антонов Ан-24) (NATO oznaka: Coke) je sovjetsko dvomotorno turbopropelersko transportno/potniško letalo, ki ga je izdeloval Antonov..
Prvič je poletel leta 1959. Zgradili so več kot 1300 letal, veliko od njih še vedno v uporabi. Načrtovan je bil kot zamenjava za batni Iljušin Il-14. Lahko operira s slabo pripravljenih in kratkih stez. Krilo je nameščeno visoko za zaščito krakov propelerja pred letečimi delci. Razmerje moč/teža letala je večje kot pri konkurentih letalih, kar mu daje boljše sposobnosti.  AN-24 je znan kot trdoživo letalo, za delovanje potrebuje minimalno opremo.
Letalo se uporablja za veliko drugih namenov, kot je izvidništvo, zračno fotografiranje, letalo za testiranje motorjev, taktičen vojaški transport in drugo.
Glavna prizvodna linija je bila v tovarni Kiev-Svjatošino (zdaj "Aviant"), ki je zgradila 985 letal, 180 letal je bilo zgrajenih v Ulan Ude in 197 An-24T v Irkutsk. Proizvodnja v Sovjetsi zvezi se je končala leta 1978.
Licenčna proizvodnja modificiranih različic se nadaljuje na Kitajskem pri podjetju Xi'an Aircraft Industrial Corporation. Kitajska letala imajo oznako Xian Yunshuji Y7. Xian je načrtoval tudi veliko letal na bazi Y7, kot so Šjan MA60, Šjan MA600 in Šjan MA700. Slednja letala uporabljajo zahodne  Pratt & Whitney Canada PW127 turbopropelerske motorje in zahodno avioniko.

## Tehnične specifikacije
- Posadka: 4
- Število potnikov: 50
- Dolžina: 23,53 m (77 ft 3 in)
- Razpon kril: 29,2 m (95 ft 1 in)
- Višina: 8,32 m (27 ft 4 in)
- Površina krila: 74,97 m2 (807 ft2)
- Prazna teža: 13 300 kg (29 321 lb)
- Gros teža: 21 000 kg (46 300 lb)
- Motorji: 2 × Ivčenko AI-24A Turboprop, 1 902 kW (2 550 KM) vsak
- Potovalna hitrost: 450 km/h (280 mph)
- Dolet: 2 761 km (1 716 milj)
- Višina leta (servisna): 8 400 m (27 560 ft)